# Тарас Бульба (фестиваль)
Фестиваль «Тарас Бульба»  — культурно-художественный проект, направленный на развитие и популяризацию отечественной молодёжной культуры и эстетики. Фестиваль способствует подъёму украинской национальной идеи среди молодых творческих сил, возрастанию профессионального уровня украинских исполнителей, продюсированию и помощи оперированной молодёжи, пропаганде отечественных производителей и товаров. Он является ровесником Независимой Украины.
Фестиваль проходил в городе Дубно, Ровненская область с 1991 по 1994 годы. С 2002 года опять возобновился и проходит до сих пор.
Фестиваль «Тарас Бульба» охватывает три музыкальных жанра: рок, поп и этно. Является самым старым рок-фестивалем Украины.
Рок-фест «Тарас Бульба» проводится с 1991 года на берегах речки Иквы, под стенами Дубенского замка князей Острожских и Любомирских.
На фестиваль в разные годы приезжали участники и гости из-за границы. В Дубно звучала музыка из Австрии, Словакии, России, Германии, Канады, Польши, Бельгии, Франции, Молдавии и Белоруссии.

## Победители фестиваля 91-94
| - СІЧ (Луцк) - Пенсія (Тернополь) - Д’еректор (Сторожинец) - Пліч-о-пліч (Львів) - У вирій (Львов) - Жнива (Здолбунов) - Наталия Самсонова (Львов) - Дует Виталий Молочий и Игорь Бондарь (Ровно) - Лазарет (Львов) - Жаба в Дирижаблі (Киев) - Білий Загін (Львов) - Воля (Днепропетровск) - Конгрес (Львов) - Незаймана Земля (Львов) - Біокорд (Киев) - Маленькі Свята (Ивано-Франковск) - Рудольф Дизель (Львов) - Пам’ятка Архітектури (Львов) - Моніка (Донецк) - Муслім (Львов) | - Елема (Кировоград) - Игорь Заточный (Львов) - Святий Сон (Киев) - Мертва Зона (Ровно) - Форт (Дубно) - Крок (Львов) - 999 (Львов) - Лабіринт (Ровно) - Нічлава Блюз (Тернополь) - Демісія (Нововолынск) - Джі,Джі-45/2 плюс, плюс (Львов) - Гурт Алексея Новикова (Винница) - Марійка Бурмака (Харьков) - Жанна Боднарук (Киев) - Наталия Самсонова (Львов) - Екатерина Кольцова (Киев) - Сергей Шишкин (Владимир-Волынский) - Левко Бондарь (Ивано-Франковск) - Наталка Самсонова (Львов) - Виталий Мищук (Дубно) | - Лері Вінн (Винница) - Леонид Репета (Ровно) - Роман Бурлак (Коломыя) - Карина Плай (Львов) - Наталия Пилипъюк (Львов) - Наталия Зубрицкая (Ивано-Франковск) - Муслім (Львов) - Студия «Мелос» (Львов) - Люба Клюс - Владимир Прасоленко - Богдан Дашак - Формула Води - Віта Балет (Ровно) - Анна-Марія (Тернополь) - Чорні Черешні (Ровно) - Пліч-о-Пліч (Львов) - Сім П’ятниць (Кременец) - Укррепрайон (Новоград-Волынский) - Аврал (Новоград-Волынский) - Роксоланія (Киев) - Виктор Царан (Львов) - Драглайн (Львов) | - Лабіринт (Ровно) - Джі-Джі+ (Львов) - Рудольф Дизель (Львов) - Супер Р (Киев) - Группа Сергея Новикова (Винница) - Страйк (Киев) - Білий Загін (Львов) - Святий Сон (Киев) - Пам’ятка архітектури (Львов) - Л. О. Б. (Ужгород) - Смак Сигарет (Ужгород) - Пентагон (Черновцы) - Морра (Ивано-Франковск) - Анейрос (Ивано-Франковск) - Рокс Бенд (Ивано-Франковск) - Метал Форс (Днепропетровск) - Степен Роуз (Запорожье) - Околиця Остермундігена (Львов) - Рад (Дубно) - Ледь Живі (Владимир-Волынский) - Полімпсест (Луцк) - Кінг Сайз (Луцк) - Скала (Ивано-Франковск) - Кам’яний Вітер (Киев) |

## Победители фестиваля 2002—2010

### Тарас Бульба-2002
| Лауреаты: 1. Бард (Мукачево) 2. Ниагара (Львов) 3. Брэм Стокер (Ровно); S.O.F.T. (Ковель) 1. Елена Синчук (Ровно) 2. Наталия Карла (Львов) 3. Кая (Ивано-Франковск) 1. - 2. Нота Нео (Луцк) 3. Вертеп (Днепропетровск); Волиняни (Ровно) Дипломанты: - Фаберже (Запорожье) | - Калєкція (Харьков) - Мед (Львов) - Карна (Ивано-Франковск) Специальные награды: - Виталий Салимон — гитара, Dragon Fly (Ровно) - Дмитрий Карасюк — барабаны, Ейфорія (Ровно) Гости Фестиваля: - Вій (Киев) - King Size (Луцк) - Сергей Шишкин - Сергей Чантурия | - Валерий Маренич Жюри: - Андрей Вавринчук - Дмитрий Добрый-Вечер - Александр Фещук - Роман Лозан - Сергей Шишкин - Сергей Чантурия - Юрий Шарифов |

### Тарас Бульба-2003
| Гран-при: - Карна (Ивано-Франковск) Лауреати: 1 премия — Audi Sile (Тернополь) 2 премия — Трутні (Киев) 3 премия — Стан (Кривой Рог); Ейфорія (Ровно) | Дипломанты: - Out Cry (Луцк) - Базука Бенд (Львов) - Токсичний Файл (Бурштын) - Reactor (Винница) - Cord On (Виноградов) | Специальная премия: Приз зрительских симпатий: Без Голови (Дубно) Жюри: - Сергей Шишкин - Сергей Новиков - Юрий Полищук - Юрий Шарифов (голова) |

### Тарас Бульба-2004
| Гран-при: - Оркестр Янки Козир (Киев) 1 премия и приз зрительских симпатий: - Трутні (Киев) 2 премия: - Странные Дети (Билозёрск, Донецкая обл.) - CordOn (Виноградов, Закарпатская обл.) | 3 премия: - Globalized Abstruse (Бурштын, Ив. Франковская обл.) - Оратанія (Львов) Дипломанты: - Царство Небесное (Стаханов, Луганская обл.) - Тетіс - Pins (Кременчуг, Полтавская обл.) | - Тенета (Кривой Рог) Жюри: - Александр Евтушенко - Юрий Шарифов - Сергей Чантурия - Юрий Полищук - Сергей Шишкин - Петр Полтарев |

### Тарас Бульба-2005
| Гран-при: - Ніагара (Львов) 1 премия: - Анна (Львов) 2 премия: - Полинове Поле (Львов) - Странные Дети (Белозерск, Донецкая обл.) | 3 премия: - Бастард (Львов) - DaBitt (Одесса) - Тенета (Кривой Рог) Дипломанты: - Pins (Кременчуг) - Etwas Unders (Киев) | Жюри: - Шарифов Юрий, голова жюри - Сергей Шишкин - Добрый-Вечер Дмитрий - Шматок Сергей - Мельник Игорь Ведущий: - Непомящий Виталий |

### Тарас Бульба-2006
| Гран-при: - Анна (Львов) 1 премия: - Etwas Unders (Киев) 2 премия: - Кожному Своє (Львов) | 3 премия: - Навколо Кола (Киев) - Полинове Поле (Львов) Дипломанты: - PAN Zабіяка (Киев) - Віртуальний Джем (Симферополь) — «Открытие фестиваля» | - Папа Карло (Харьков) — «Лучшая песня» - Etwas Unders (Киев) — лучший барабанщик - Кожному Своє (Львов) — лучший гитарист - Etwas Unders (Киев) — лучший вокалист - 27 День (Киев) — за стремление к победе |

### Тарас Бульба-2008
| Гран-при: - Полинове Поле (Львов) 1 премия: - ЕТС (Сумы) | 2 премия: - Гапочка (Киев) 3 премия: - Slap (Луцк) | Дипломанты: - Краплі Морzу (Владимир-Волынский) |

### Тарас Бульба-2009
| Участники: - Чарзілля (Киев) - ЛОVE (Обухов, Киевская обл.) - Своєрідне (Камянец-Подольский, Хмельницкая обл.) - Коло Дій (Киев) - SЮR BAND (Киев) - St.RooM (Симферополь) - Wideнь (Харьков) - Лезо Терези (Киев) | - Гра в темну (Николаев) - КРАБ (Харьков) - JAH PRE (Харьков) - НОВЕ ПОКОЛІННЯ (Полтава) - CREAMWAVE (Харьков) - Джигура (Луцк) - Lady Jane (Хмельницкий) - В. О. Д. А. (Луцк) - ЕТС (Сумы) - Гапочка (Киев) - Галяк (Киев) | - K402 (Львов) - ОДИН (Ивано-Франковск) - GREEN SILENCE (Львов) Жюри: - Шарифов Юрий — голова - Сергей Шишкин - Сергей Чантурия - Добрый-Вечер Дмитрий - Подзин Максим - Васильев Евгений |

### Тарас Бульба-2010
| Участники: - Інший Світ (Ивано-Франковск) - Black Jack (Львов) - К402 (Львов) - Цвіт кульбаби (Ивано-Франковск) - MAKNAMARA (Черновцы) - Чумацький шлях (Хмельницкий) - Порцеляна (Козятин, Винницкая обл.) - Гран-прі - KEtO (Луцк) | - Liberty (Ровно) - POST FACTUM (Ровно) - Lewis Carroll (Ровно) - DO.G (Энергодар, Запорожская обл.) - KALIKAband - KARVEN (Кривой Рог) - Аритмія (Сумы) - Эффект Бабочки (Черкассы) - ЗЛАМ (Киев) | - Обійми Дощу (Киев) - Оооує (Киев) - Орган!к (Киев) - Сонця Коло (Киев) - Verlibena (Симферополь) - Say No Name (Нежин, Черниговская обл.) - Галяк - TV Dangers (Киев) - Паніка на Титаніку (Сумы) |

### Тарас Бульба-2011
| Гран-при: - Фіолет (Луцк) 1 премия: - Swamp FM - Up\Down | 2 премия: - Галяк 3 премия: - Чумацький шлях | Дипломанты: - Крапка - Cashemir |

## Участники
Среди исполнителей, выступавших на фестивале, были: Виктор Павлик (в составе группы «Анна Марія»), Руслана, Василий Жданкин, Ольга Юнаковая (солистка группы «Пліч-о-Пліч»), Нина Матвиенко, Александр Тищенко, Виктор Зинчук, Стефко Оробец, Люба Билаш, группы «Плач Єремії», «Тостер», «Аккад», «Копірайт», «К402», «Фіолет», «Еней», «Verlibena», «Файно», «Ot Vinta!» и др.